# بوسبک

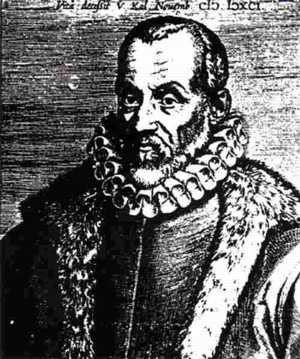

بوسبک (به لاتین: Augerius Gislenius Busbequius) (زمان حیات ۱۵۹۲–۱۵۲۲ میلادی) از اهالی فلاندری بود. نویسنده، پژوهشگر گیاه‌درمانی و سفیر فردیناند یکم، امپراتور مقدس روم در امپراتوری عثمانی بود. او دربارهٔ اقامتش در قسطنطنیه کتابی به نام نامه‌های ترکی نوشت.

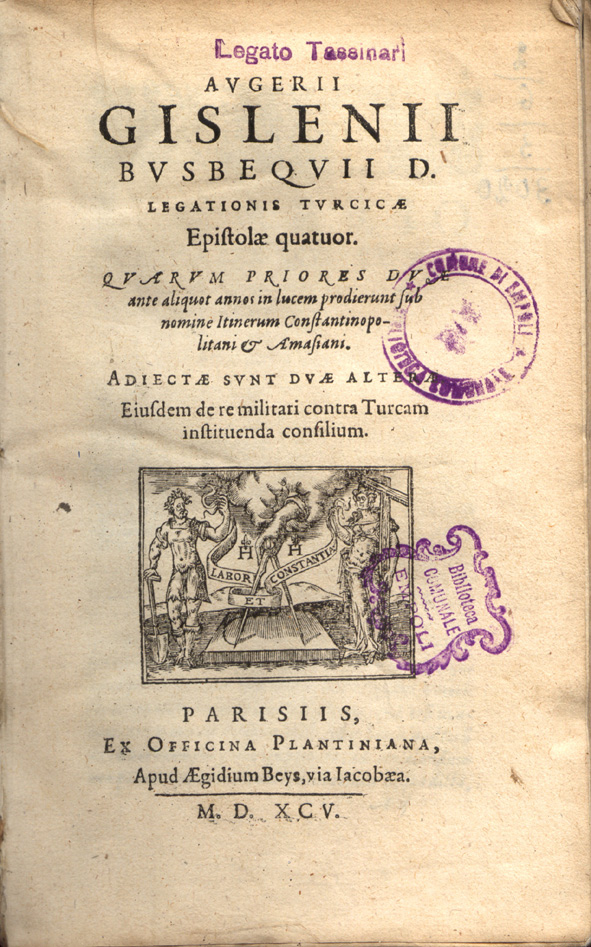
کتاب نامه‌های ترکی